# Landsbanki
Landsbanki (ook "Landsbankinn") is de op een na grootste bank van IJsland. Nadat de gehele bankensector in IJsland op 6 oktober 2008 als gevolg van de kredietcrisis onder toezicht werd gesteld, werd Landsbanki op 7 oktober door de overheid overgenomen.

## Icesave
Vanaf oktober 2006 ging Landsbanki kapitaal aantrekken op de Britse en Nederlandse markt middels de online-spaarbank Icesave. Twee jaar later had dit onderdeel 300.000 Britse spaarders. In Nederland hadden 108.000 spaarders een rekening bij Icesave, volgens Icesave hadden zij bij elkaar ruim 1,6 miljard euro ingelegd.
Minister van financiën Wouter Bos en De Nederlandsche Bank-president Nout Wellink wisten in augustus/september al dat er iets goed mis was bij Landsbanki/Icesave maar hebben dit niet gemeld aan de Nederlandse spaarders en/of overheidsinstanties zoals provincies en gemeentes die geld op Icesave/Landsbanki hadden staan.
Op 14 augustus 2008 heeft De Nederlandsche Bank (DNB) zowel bij het hoofdkantoor van Landsbanki, i.c. Landsbanki Islands hf., als bij de toezichthouder in IJsland (de FME), haar grote zorgen geuit over de snelle aanwas van spaargelden in het licht van de ontwikkelingen in IJsland en de IJslandse bankensector in het bijzonder. DNB heeft Landsbanki met klem verzocht haar Icesave activiteiten in Nederland te bevriezen en de FME verzocht daarop toe te zien. Dit is echter nooit gebeurd maar DNB heeft geen waarschuwing uitgebracht tot 14 oktober 2008 toen het al te laat was.